# 寺田眞浩
寺田 眞浩（てらだ まさひろ、1964年2月14日 -）は、日本の化学者。専門は反応有機化学。東北大学教授。2017年「高機能性有機酸ならびに有機塩基触媒の創製」により有機合成化学協会賞受賞（有機合成化学または有機合成化学関連産業の発展のために著しく貢献する研究または発明をなした研究者に授与される）。
研究テーマは、有機分子触媒による未来型分子変換の開拓であり、医薬品や農薬、機能性材料の合成を効率的に、かつ環境に優しく行うためにはどのような方法があるかを研究する第一人者のひとりである。

## 来歴
東京都立狛江高等学校を卒業後、東京工業大学（のちの東京科学大学）工学部化学工学科に進学し、同大学大学院理工学研究科化学工学専攻博士前期課程修了、同大学大学院理工学研究科化学工学専攻博士後期課程中退。
1989年4月、東京工業大学工学部化学工学科助手、1997年4月、東京工業大学大学院理工学研究科応用化学専攻助手、2001年7月 東北大学大学院理学研究科化学専攻助教授（トロポノイド記念研究室）を歴任し、2006年4月より 東北大学大学院理学研究科化学専攻教授（反応有機化学研究室）として研究教育活動に従事。
その他、1999年9月 - 2000年8月、文部省在外研究員（Harvard大学Dept. Chemistry and Chemical Biology　M. D. Shair教授）、2005年4月 - 2006年3月、北海道大学触媒化学研究センター触媒機能評価部門客員助教授、2015年12月 - 2018年12月、上海交通大学客員教授を務めた。
2017年4月より、東北大学大学院理学研究科長を務めた。2020年4月より、東北大学副理事（研究担当）。

## 主な著書・論文
- Handbook on Lewis Acids-Application in Organic Synthesis Vol. 2.[Wiley-VCH,(2000)]K. Mikami, M. Terad
- Comprehensive Asymmetric Catalysis Vol. 3.［Springer,(1999)］K. Mikami, M. Terada
- Lewis Acid Reagents: A Practical Approach.［Oxford University Press,(1998)］K. Mikami, M. Terada
- Advances in Catalytic Processes, Vol. 1.[JAI Press,(1995)]K. Mikami, M. Terada, T. Nakai
- 『触媒の事典』（朝倉書店、(2000)）
- Asymmetric Direct Vinylogous Aldol Reaction of Furanone Derivatives Catalyzed by an Axially Chiral Guanidine.[Angew. Chem., Int. Ed.,49(10),(2010),1858-1861]H. Ube, N. Shimada, M. Terada
- Copper-Catalyzed Tandem [2,3]-Rearrangement and 6π-3-Azatriene Electrocyclization in (E)-O-Propargylic α,β-Unsaturated Oximes.[J. Am. Chem. Soc.,132(23),(2010),7884-7886]I. Nakamura, D. Zhang, M. Terada
- Chiral Phosphoric Acid Governed anti-Diastereo- and Enantioselective Hetero Diels-Alder Reaction of Glyoxylate.[J. Am. Chem. Soc.,131(36),(2009),12882-12883]N. Momiyama, H. Tabuse, M. Terada
- Double Bond Isomerization/Enantioselective Aza-Petasis-Ferrier Rearrangement Sequence as an Efficient Entry to Anti- and Enantioenriched beta-Amino Aldehydes.[J. Am. Chem. Soc.,131(18),(2009),6354-6355]M. Terada, Y. Toda
- Relay Catalysis by Metal-complex/Brønsted Acid Binary System for Tandem Isomerization/Carbon- Carbon Bond Forming Sequence.[J. Am. Chem. Soc.,131(44),(2008),14452-14453]K. Sorimachi, M. Terada

## 受賞歴
- 1994年 手島記念研究論文賞（理工学振興会）[1]。
- 1995年 井上研究奨励賞（井上科学振興財団）[1]。
- 2004年 有機合成化学奨励賞（有機合成化学協会）[1]。
- 2006年 Asian Core Program Lectureship Award[1]。
- 2009年 日本化学会学術賞[1]。
- 2010年 向山賞[1]。
- 2010年 Asian Core Program Lectureship Award[1]。
- 2012年 有機合成化学協会企業冠賞・第一三共創薬有機化学賞[1]。
- 2012年 名古屋シルバーメダル[1]。
- 2013年 Asian Core Program Lectureship Award[1]。
- 2015年 Molecular Chirality Award[1]。
- 2018年 有機合成化学協会賞[1]。
- 2019年 Pharmaron Lectureship Award[1]。
- 2019年 南方科技大学Lectureship Award[1]。

## 所属学会
- 日本化学会
- アメリカ化学会
- 有機合成化学協会